# Gerle János
Gerle János (Budapest, 1947. március 12. – Budapest, 2012. december 4.) építész, építészettörténész, szakíró, a magyar szecesszió kutatója, az Országépítő folyóirat főszerkesztője.

## Élete
Édesapja Gerle György építész volt. A Műegyetem építész karát 1974-ben fejezte be, majd két évre a MÉSZ Mesteriskola hallgatója lett, közben pedig különféle tervezőirodákban dolgozott, ahol közben áruházat, üzleteket, lakóházakat tervezett. Érdeklődése közben egyre inkább a történeti építészet felé fordult.
1980-tól már mint "szabadúszó" dolgozott; a Fővárosi Levéltár részére Ybl Miklós hagyatékát rendezte, közben rendszeresen publikált a historizáló és a szecessziós építészetről, jó kapcsolatot épített ki a még praktizáló építészként megismert Makovecz Imrével és körével is.
Harmadik felesége Gerle Éva blogger. Öt gyermeke van.
2012. december 4-én, kedd este, hosszabb betegség után hunyt el, 65 éves korában. A kortárs magyar építészet és az építészettörténeti kutatás központi alakja volt.

## Munkássága
Az 1980-as évek elejétől meghatározó szerepet vállalt a főváros épített örökségének védelmében.
1986-1993 között a századforduló szakértőjeként részt vett az UNESCO kutatóprogramjában. Tagja volt a Budapesti Városvédő Egyesületnek, a Nemzeti Panteon Alapítványnak, a Kós Károly Egyesülésnek és Alapítványának, és egyik alapítója a Nagy Budapest Törzsasztalnak, amelyből a Budapest folyóirat kinőtt.
1990-ben jelent meg legfontosabb – a korszak kutatásában máig alapvető – műve: A századforduló magyar építészete Makovecz Imrével és F. Kovács Attilával közösen, de alapvetően az ő kutatásain alapulva.
Magyar és idegen nyelvű szakirodalmi tevékenysége mellett szerepet vállalt építészeti kiállítások rendezésében: 1982-ben a Budapest Galériában a kortárs magyar építészeti tendenciákat bemutató tárlat, 1986-ban az 1896-1918 közötti magyar művészettel foglalkozó kiállítás 1986-ban a Magyar Nemzeti Galériában, 1992-ben Ybl Miklós életművének bemutatója a Budapesti Történeti Múzeumban, 1987-től a magyar organikus építészettel foglalkozó vándorkiállítás, majd 2000-ben a 7. Velencei Nemzetközi Építészeti Biennále magyar pavilonjának kurátora volt, az Új Atlantisz felé című tárlat Maróti Géza híres vízióját helyezte a középpontba.
1997-ben „több évtizedes kiemelkedő építészetelméleti és szakírói tevékenységéért, a magyar építészet hazai és nemzetközi megismertetésében végzett munkásságáért” megkapta az Ybl Miklós-díjat, 2012-ben pedig Ezüst Ácsceruza-díjat is.

## Könyvei
- Építészeti tendenciák Magyarországon, 1968-1981. Kiállítás a Fővárosi Tanács Óbuda Galériájában. 1982. január 18-február 28.; vál. Gerle János, Szegő György; Budapesti Képzőművészeti Igazgatóság, Bp., 1982
- Gerle János–Kovács Attila–Makovecz Imre: A századforduló magyar építészete; térképrajz Kiss Marianne; Szépirodalmi, Bp., 1990
- Századforduló; fotó Lugosi Lugó László, térképrajz Zeikfalvy Lenke; Városháza, Bp., 1992 (A mi Budapestünk) (angolul, franciául, japánul, németül is)
- Budapest, a XI. kerület építészeti emlékei; TKM Egyesület, Bp., 1993 (Tájak, korok, múzeumok)
- A pénz palotái; fotó Zsitva Tibor; Városháza, Bp., 1994 (A mi Budapestünk) (angolul, németül, olaszul is)
- Makovecz Imre műhelye. Tervek, épületek, írások, interjúk; szerk. Gerle János; Mundus, Bp., 1996 (Magyar építőművészet)
- Tíz éves a Kós Károly Egyesülés; szerk. Gerle János; Kós Károly Alapítvány, Bp., 1999
- Csernus-Lukács Lajos–Triff Viktor–Zsigmond János: Budapesti temetők; előszó, szerk., fotó Gerle János; Városháza, Bp., 1999 (A mi Budapestünk) (angolul, németül is)
- Gerle János–Lugosi Lugo László: A szecesszió Budapesten; előszó Keserü Katalin; Magyar Könyvklub, Bp., 1999
- Ybl Miklós; vál., szerk. Gerle János és Marótzy Kata; Holnap, Bp., 2002 (Az építészet mesterei)
- Hauszmann Alajos; vál., szerk. Gerle János; Holnap, Bp., 2002 (Az építészet mesterei)
- Lechner Ödön; vál., szerk. Gerle János; Holnap, Bp., 2003 (Az építészet mesterei)
- Feszl Frigyes; vál., szerk. Gerle János; Holnap, Bp., 2004 (Az építészet mesterei)
- Bank. Építőművészet Magyarországon / Architectural art in Hungary / Baukunst in Ungarn; fotó Bagyinszki, szöveg Gerle János, Szegő György; Bristol 94 Rt., Érd, 2005
- Alföldi szecesszió; fotó Bagyinszki Zoltán, szerk. Gerle János; Tóth Könyvkereskedés és Kiadó, Debrecen, 2008
- Korb Flóris, Giergl Kálmán; Holnap, Bp., 2010 (Az építészet mesterei)
- Lajta Béla; szerk. Gerle János, Csáki Tamás; Holnap, Bp., 2013 (Az építészet mesterei)
- Art nouveau in Hungarian architecture for connoisseurs; angolra ford. Németh Anikó Annamária; 6Bt, Bp., 2013
- Gyógyító építészet. Gerle János (1947–2012) válogatott írásai; szerk. Götz Eszter; MÉSZ, Bp., 2022

## Társszerzőként
- 1997-ben Budapest Építészeti kalauzának
- 1998-ban az először Amerikában megjelent The Architecture of Historic Hungary-nek, a Budapest − Építészeti részleteknek
- 2002-ben a Vidéki építészeti kalauznak
- 2002-től írta-szerkesztette Az építészet mesterei sorozatot a Holnap Kiadónál: a Hauszmann Alajos, Ybl Miklós, Pierre Vago, Lechner Ödön, Feszl Frigyes, Medgyaszay István, Steindl Imre, Vágó József, Komor Marcell, Jakab Dezső, Korb Flóris, Giergl Kálmán, Toroczkai Wigand Ede és Pollack Mihály életművét bemutató köteteket. A sorozat utolsó kötete Lajta Béla munkásságát mutatta be, ennek munkálatait Csáki Tamás művészettörténész fejezte be 2013-ban.